# Musée de l'imprimerie de Chine
Le musée de l'imprimerie de Chine (chinois : 中国印刷博物馆 ; pinyin : zhōngguó yìnshuā bówùguǎn) est un musée situé dans le District de Daxing au Sud de Pékin, en république populaire de Chine.
Il est situé dans le village Huang (黄村, huáng cūn), au 25 route Xinghua-Nord (兴华北路, xīnghuá běi lù), à l'intérieur de l'École d'imprimerie de Beijing (zh) 北京印刷学院, běijīng yìnshuā xuéyuàn, à la station de métro Qingyuan lu (清原路, qīngyuán lù) de la ligne 4 du Métro de Pékin.

## Description
Il comprend des sections sur les thèmes « origines anciennes », « découvertes récentes », « matériel d'impression » « synthèse », « imprimerie à Macao et Hong Kong », « impression de la monnaie », « impression des timbres », « Premières impressions en Europe », « Chefs-d'œuvre imprimés ». C'est actuellement le plus grand musée au monde dédié à l'impression.
La section des origines anciennes comporte :
- Les plus anciens caractères chinois connus sur des vases ;
- les plus anciens caractères han sur des carapaces de tortues ;
- Des réimpressions des xylogravures parmi les plus anciennes connues à ce jour, comme celle du Sūtra du Diamant (daté de 868) ;
- Des reconstitutions des caractères mobiles et appareils d'impression de Bi Sheng.
- Des xylographies de textes anciens en Mongol.
- Les outils et exemples de planches de bois utilisés dans l'imprimerie traditionnelle chinoise.
- Des billets de banque anciens de la dynastie Qing, de la république de Chine et de la république populaire de Chine.

La section matériel d'impression comporte des machines mécaniques telles qu'utilisées au XIXe siècle et des machines électromécaniques et électroniques telles qu'utilisées au XXe siècle.

## Histoire
Le projet débute en 1992 et le musée est achevé le 1er juin 1996. Entre 2000 et 2001, une salle souterraine est ajoutée pour atteindre une surface complète de 8 100 m2.
En avril 2015, des travaux de rénovations sont effectués.
Le 22 juillet 2015, le musée ouvre une section archéologique dans la province du Fujian.

## Galerie

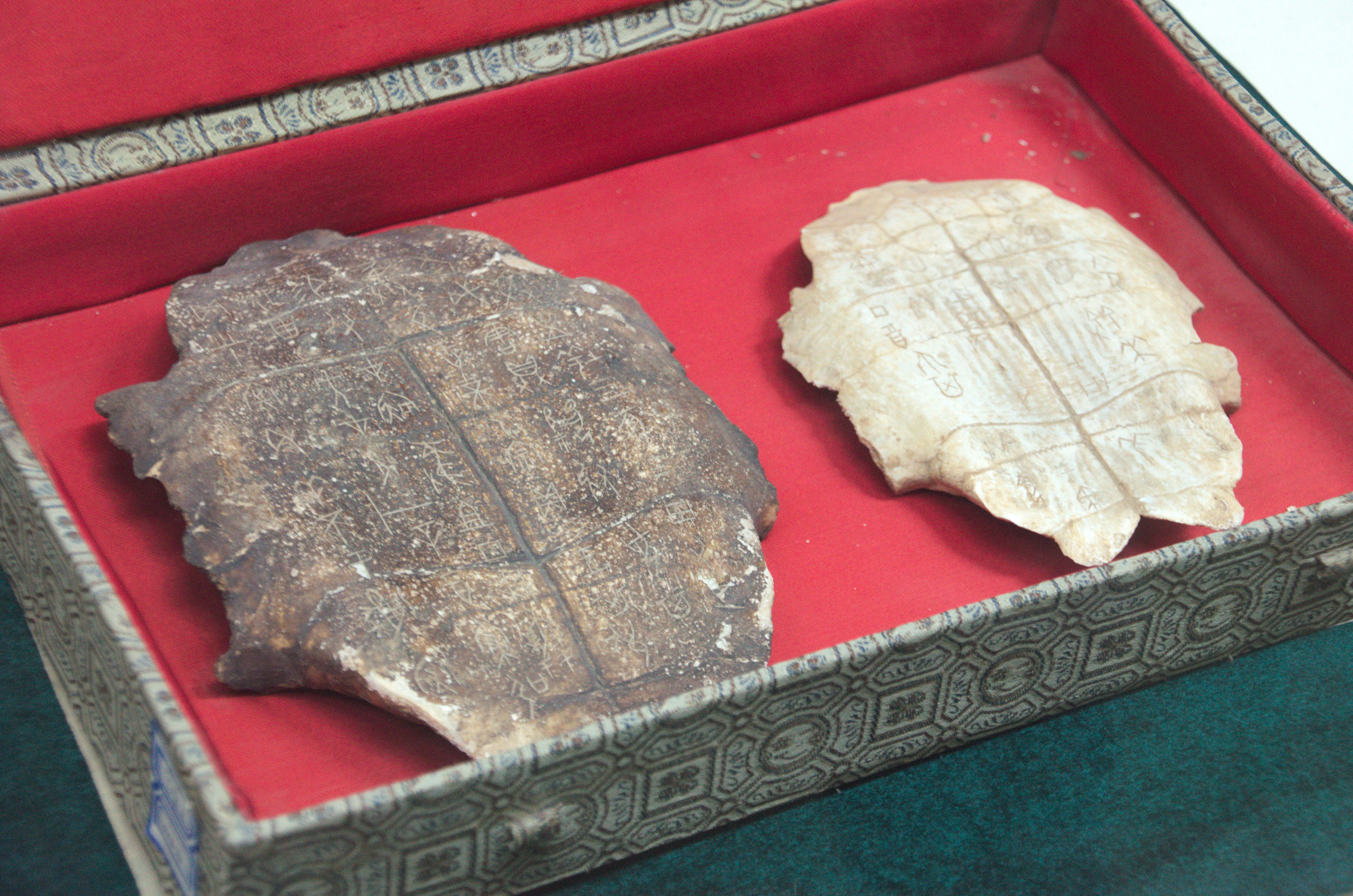
Carapace de tortue datant de la dynastie Shang (-XVIe siècle — -XIe siècle) comportant de l'écriture ossécaille, provenant d'Anyang
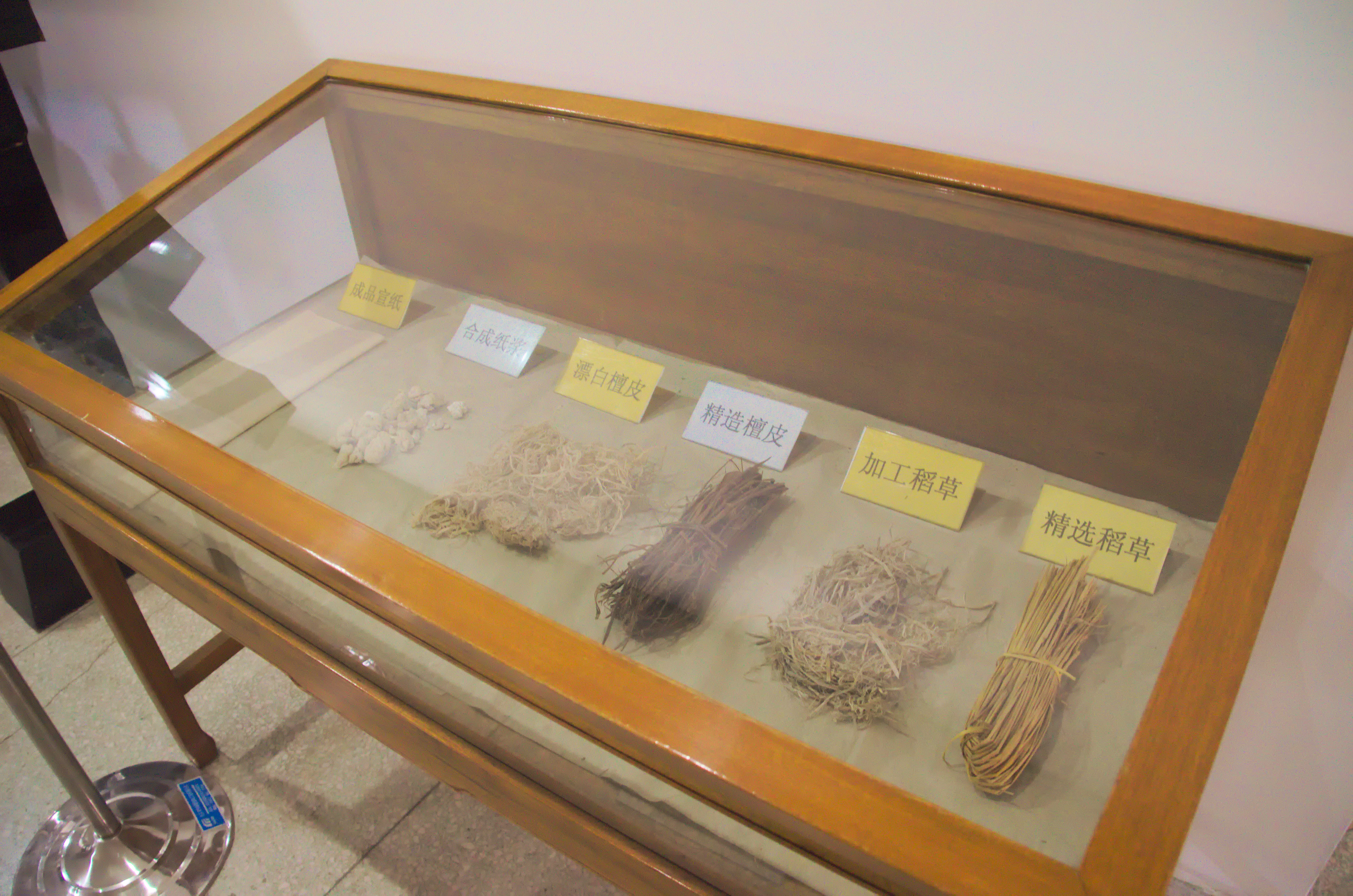
Étapes de la préparation du papier de riz, de la paille à la feuille.

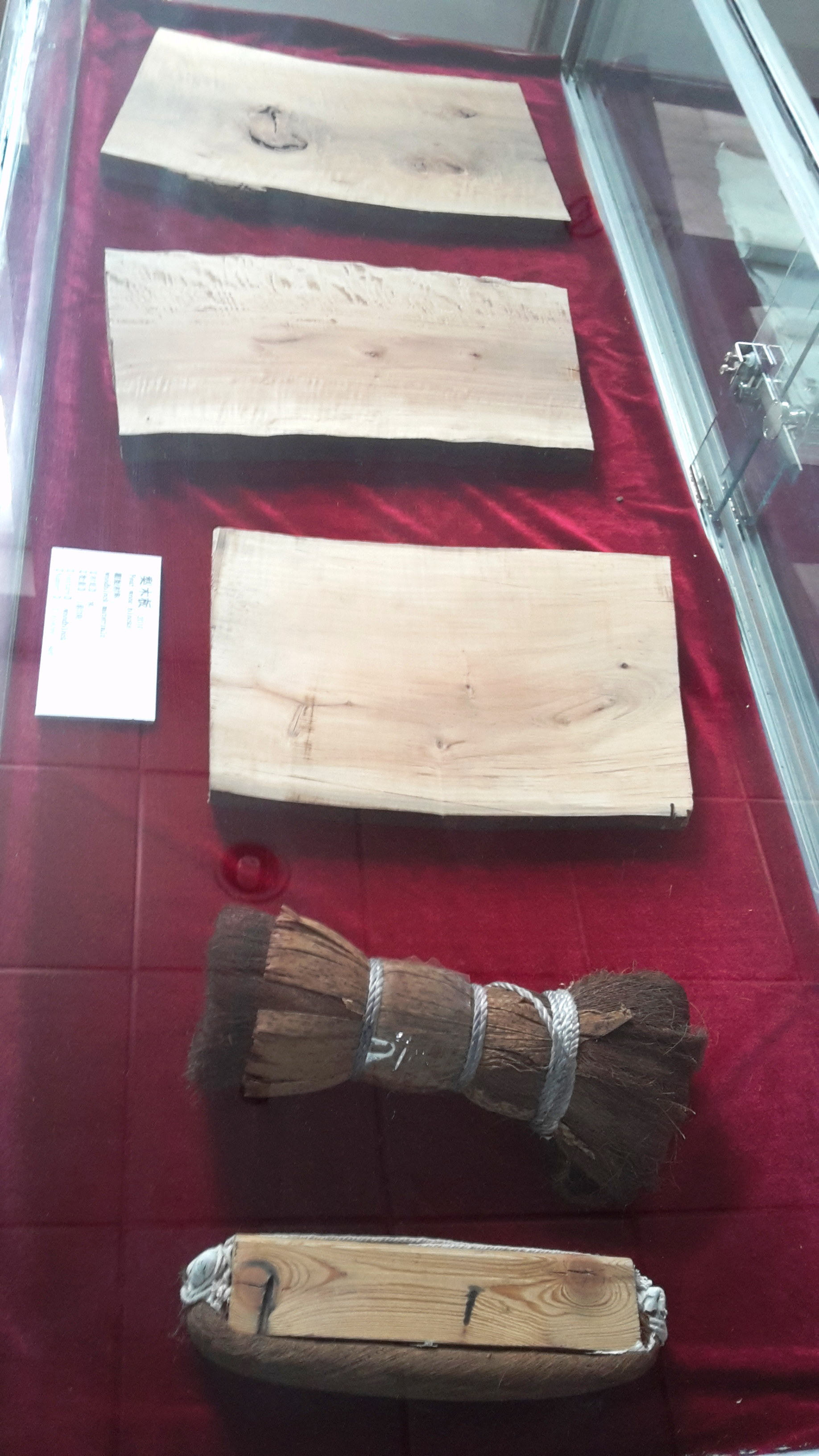
outils d'impression (plaques de poirier avant gravure, brosse à encrer, pressoir chinois, ancêtre du baren
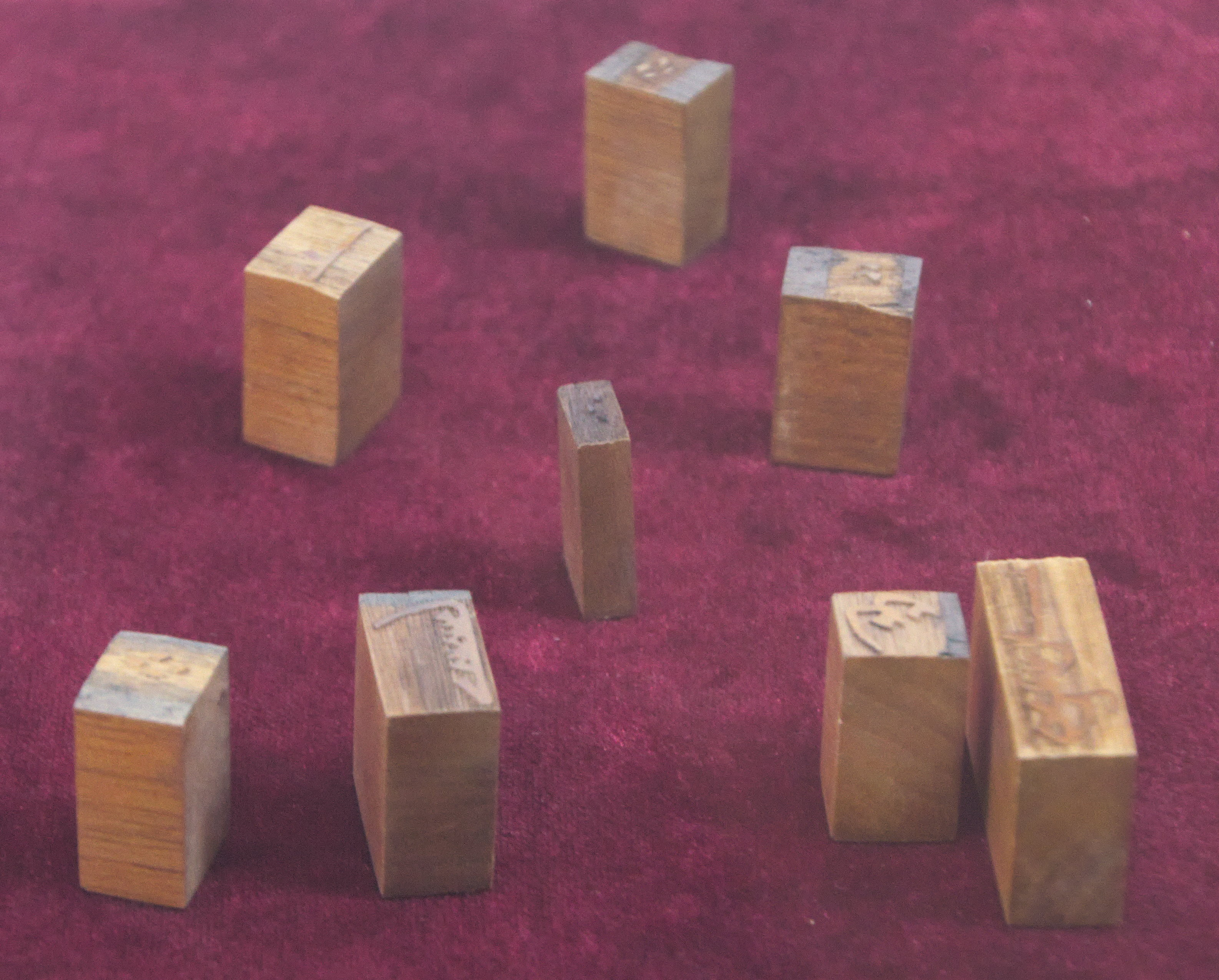
Caractères mobiles xylographie en alphabet ouïghour, environ XIIe~XIIIe
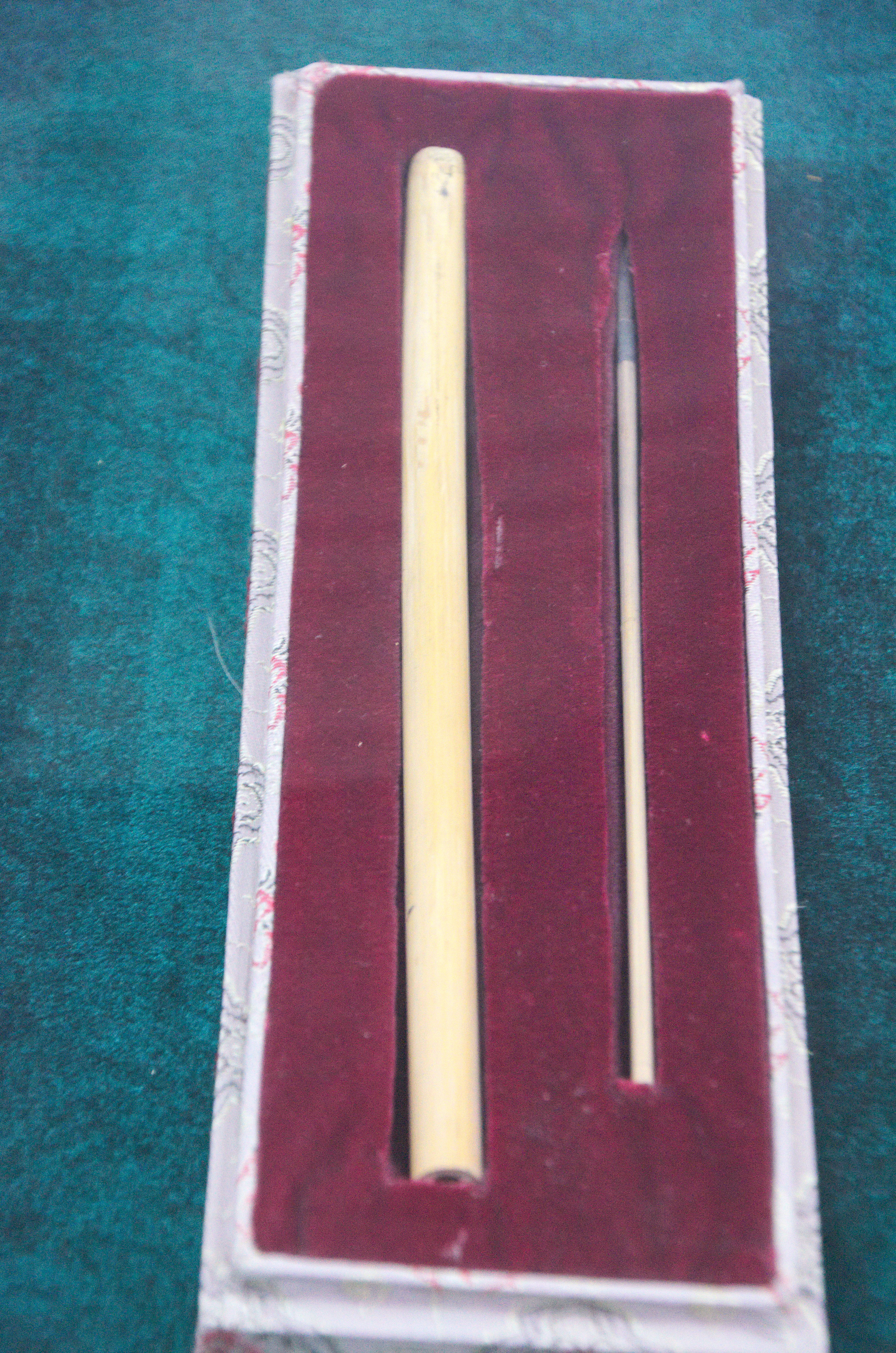
Pinceau datant de la Période des royaumes combattants
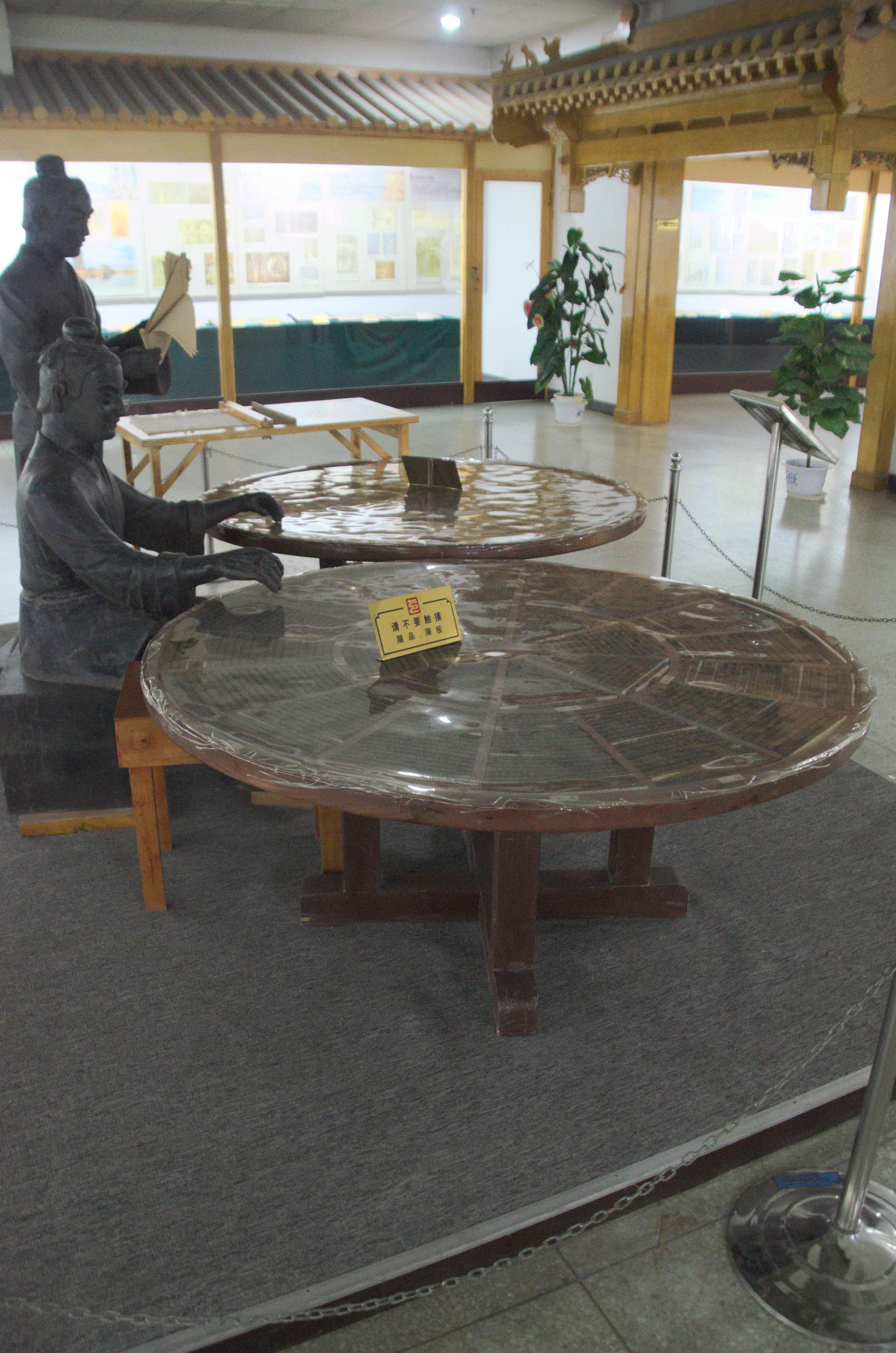
Reconstitution des premiers caractères mobiles de Bi Sheng au XIe siècle.